# German Tennis Championships 2012 - Qualificazioni singolare
Le qualificazioni del singolare del German Tennis Championships 2012 sono state un torneo di tennis preliminare per accedere alla fase finale della manifestazione. I vincitori dell'ultimo turno sono entrati di diritto nel tabellone principale. In caso di ritiro di uno o più giocatori aventi diritto a questi sono subentrati i lucky loser, ossia i giocatori che hanno perso nell'ultimo turno ma che avevano una classifica più alta rispetto agli altri partecipanti che avevano comunque perso nel turno finale.

## Teste di serie
1. Rogério Dutra da Silva (ultimo turno)
2. Horacio Zeballos (qualificato)
3. Federico Delbonis (qualificato)
4. Frederico Gil (primo turno)

1. Daniel Muñoz de la Nava (qualificato)
2. Eduardo Schwank (primo turno)
3. Alessandro Giannessi (primo turno)
4. Tejmuraz Gabašvili (primo turno)

## Qualificati
1. Daniel Muñoz de la Nava
2. Horacio Zeballos

1. Federico Delbonis
2. Marsel İlhan

## Tabellone

### Legenda
| - Q = Qualificato - WC = Wild card - LL = Lucky loser | - ALT = Alternate - SE = Special Exempt - PR = Protected Ranking | - w/o = Walkover - r = Ritirato - d = Squalificato |

### Sezione 1
|  | Primo turno | Primo turno             | Primo turno             | Primo turno | Primo turno |  |  | Ultimo turno | Ultimo turno            | Ultimo turno            | Ultimo turno | Ultimo turno |  |
|  |             |                         |                         |             |             |  |  |              |                         |                         |              |              |  |
|  | 1           | Rogério Dutra da Silva  | Rogério Dutra da Silva  | 6           | 6           |  |  |              |                         |                         |              |              |  |
|  |             | Peter Gojowczyk         | Peter Gojowczyk         | 4           | 2           |  |  | 1            | Rogério Dutra da Silva  | Rogério Dutra da Silva  | 4            | 3            |  |
|  |             | Simone Vagnozzi         | Simone Vagnozzi         | 4           | 3           |  |  | 5            | Daniel Muñoz de la Nava | Daniel Muñoz de la Nava | 6            | 6            |  |
|  | 5           | Daniel Muñoz de la Nava | Daniel Muñoz de la Nava | 6           | 6           |  |  |              |                         |                         |              |              |  |

### Sezione 2
|  | Primo turno | Primo turno        | Primo turno        | Primo turno | Primo turno |  |  | Ultimo turno | Ultimo turno     | Ultimo turno | Ultimo turno | Ultimo turno |  |
|  |             |                    |                    |             |             |  |  |              |                  |              |              |              |  |
|  | 2           | Horacio Zeballos   | 6                  | 3           | 6           |  |  |              |                  |              |              |              |  |
|  | WC          | Jan-Lennard Struff | 4                  | 6           | 2           |  |  | 2            | Horacio Zeballos | 6            | 68           | 7            |  |
|  |             | Dominik Meffert    | Dominik Meffert    | 7           | 6           |  |  |              | Dominik Meffert  | 2            | 7            | 63           |  |
|  | 8           | Tejmuraz Gabašvili | Tejmuraz Gabašvili | 62          | 4           |  |  |              |                  |              |              |              |  |

### Sezione 3
|  | Primo turno | Primo turno       | Primo turno       | Primo turno | Primo turno |  |  | Ultimo turno | Ultimo turno      | Ultimo turno      | Ultimo turno | Ultimo turno |  |
|  |             |                   |                   |             |             |  |  |              |                   |                   |              |              |  |
|  | 3           | Federico Delbonis | Federico Delbonis | 6           | 6           |  |  |              |                   |                   |              |              |  |
|  |             | Harri Heliövaara  | Harri Heliövaara  | 4           | 2           |  |  | 3            | Federico Delbonis | Federico Delbonis | 6            | 6            |  |
|  | WC          | Bastian Knittel   | Bastian Knittel   | 7           | 6           |  |  | WC           | Bastian Knittel   | Bastian Knittel   | 4            | 3            |  |
|  | 6           | Eduardo Schwank   | Eduardo Schwank   | 62          | 1           |  |  |              |                   |                   |              |              |  |

### Sezione 4
|  | Primo turno | Primo turno          | Primo turno          | Primo turno | Primo turno |  |  | Ultimo turno | Ultimo turno   | Ultimo turno   | Ultimo turno | Ultimo turno |  |
|  |             |                      |                      |             |             |  |  |              |                |                |              |              |  |
|  | 4           | Frederico Gil        | Frederico Gil        | 3           | 2           |  |  |              |                |                |              |              |  |
|  |             | Marsel İlhan         | Marsel İlhan         | 6           | 6           |  |  |              | Marsel İlhan   | Marsel İlhan   | 7            | 6            |  |
|  | WC          | Kevin Krawietz       | Kevin Krawietz       | 6           | 7           |  |  | WC           | Kevin Krawietz | Kevin Krawietz | 5            | 4            |  |
|  | 7           | Alessandro Giannessi | Alessandro Giannessi | 3           | 62          |  |  |              |                |                |              |              |  |